# Bleed This Earth
Bleed This Earth ist eine 2019 gegründete Funeral-Doom-Band.

## Geschichte
Justin Chorley gründete Bleed This Earth 2019 nach Jahren Aktivität mit dem Solo-Musikprojekt Enter the Soil mit den Gitarristen Stuart Fone und Chris Pointer. Selbst brachte sich Chorley als Sänger und Schlagzeuger ein. Das selbstbetitelte Debüt wurde im Selbstverlag am 25. April 2020 veröffentlicht. Das Album wurde wenig besprochen, aber als gut beurteilt. Allerdings verkörpere erst das zwei Jahre später veröffentlichte The Slow Decline „einen entscheidenden Qualitätssprung, dank der Darbietung eines sehr schmerzhaften Sounds“, der sich insbesondere an Mournful Congregation orientiere und ein „überzeugender Beweis“ für die Qualität der Band sei, die „allerdings eine bessere Promotion oder, noch besser, das Interesse eines spezialisierten Labels bräuchte, um eine angemessene Anzahl von Fans zu erreichen.“ Auch aus nationaler Perspektive wurde das Album als „eines der besten Veröffentlichungen des Extreme Metal aus Neuseeland seit langer Zeit“ beurteilt.

## Stil
Bleed This Earth spielt melodisch zwischen Funeral Doom, Gothic Metal und Melodic Death Doom. Die Einflüssen liegen bei den britischen Bands die Gothic Metal und Death Doom prägten sowie modernen Gruppen wie Ahab. Die Musik zeichnet sich durch Growling und eine Mischung aus melodischen Lead-Gitarrenspuren „und krachenden Riffs“ aus.

„The slowly paced double kick drum moments, complimented by drum rolls and long drawn power chords from the guitars, keeps the ears alert whilst the vocals narrate a blunt command without exhaustion.“

„Die langsamen Double-Kick-Drum-Momente, ergänzt durch Trommelwirbel und langgezogene Powerchords der Gitarren, halten die Ohren wach, während der Gesang ein stumpfes Kommando ohne Erschöpfung erzählt.“

## Diskografie
- 2020: Bleed This Earth (Album, Selbstverlag)
- 2022: The Slow Decline (Album, Selbstverlag)
- 2024: The Shapes That Stood in Silence (Album, Selbstverlag)